# 高力混凝土（香港）
高力混凝土（香港）有限公司，簡稱高力混凝土（香港），前身為大同混凝土（香港）有限公司（英語：Golik Concrete (HK) Limited，於香港交易所除牌時為0544.HK），於1981年時期因為已經破產，日本大同混凝土株式會社成立在香港和中國大陸經營生產及銷售混凝土產品。
該股份於1989年12月14日於香港交易所主板上市，由於當時母公司日本大同混凝土株式會社已經破產，於1998年被高力集團有限公司收購，於2000年11月10日，被在百慕達註冊的大同集團有限公司取代上市。

## 連結
- Golik.com.hk （页面存档备份，存于）